# Jean Gabin
Jean-Alexis Moncorgé, conocido como Jean Gabin (París, 17 de mayo de 1904-Neuilly-sur-Seine, 15 de noviembre de 1976) fue un destacado actor y héroe de guerra francés. Conocido por interpretar a Jules Maigret en tres películas.

## Biografía

### Sus comienzos
Jean-Alexis Moncorgé nació en París, Francia, creció en la villa de Mériel en el departamento de Seine-et-Oise a unos 35 km al norte de la capital francesa. Estudió en el Lycée Janson de Sailly de París. Fue hijo de actores de cabaret, donde llegó a trabajar a la edad de diecinueve años, integrándose al negocio a través de una producción del Folies Bergères. Continuó preparándose en un montón de papeles pequeños antes de hacerse militar.
Después de completar su servicio militar, Gabin retornó al negocio del entretenimiento, trabajando bajo el nombre artístico de Jean Gabin y consiguiendo trabajo en algunos teatros de variedades y operetas. Formó parte de una compañía del ejército que viajó a América del Sur, y a su regreso encontró trabajo en el Moulin Rouge. Estrenó la Java de Doudoune del maestro Padilla. Sus demostraciones y puesta en escena comenzaron a hacerse famosos, lo que le permitió actuar en dos filmes de cine mudo en 1928.

### Comienzo de carrera como actor de cine
Dos años después, logró hacer con facilidad la transición al cine sonoro en una producción de Pathé Frères titulada Chacun sa Chance. Desempeñando papeles secundarios, hizo una docena de películas durante los siguientes cuatro años, donde se destacan filmes dirigidos por Maurice y Jacques Tourneur. Sin embargo, ganó el verdadero reconocimiento por su papel en Maria Chapdelaine (1934), una producción dirigida por Julien Duvivier. Actuó como héroe en el drama de guerra titulado La Bandera (1936), y fue esta segunda película, dirigida por Duvivier, la que lo estableció como una estrella importante. Al año siguiente, trabajó nuevamente junto con Duvivier, esta vez en Pépé le Moko, que llegó a ser primera en los Grossing Films de 1937, y su popularidad trajo a Jean Gabin el reconocimiento internacional. El mismo año actuó en la obra maestra de Jean Renoir: La Grande Illusion, un filme antibélico que tuvo un increíble éxito y estuvo en las carteleras de un cine de Nueva York durante seis meses.

### Los años de la guerra

#### Expatriado en Estados Unidos durante la guerra (1940-1943)
En octubre de 1940, había acompañado a Michèle Morgan, que partía hacia Barcelona, luego Portugal, a la gare Saint-Charles de Marsella, para llegar a Estados Unidos. Deseoso de unirse también a ella, se dirige a Vichy para obtener un permiso.
El 2 de febrero de 1941, negándose a rodar para los alemanes durante la Ocupación, cruzó la frontera española en febrero de 1941, aunque no se sabe si lo hizo legalmente. En Barcelona, obtuvo un visado del consulado estadounidense y pudo llegar a Nueva York a bordo del Exeter. Se trasladó a Hollywood, en Estados Unidos, donde coincidió con los franceses Jean Renoir, Julien Duvivier, Charles Boyer, Jean-Pierre Aumont, etc.
En Estados Unidos, tras aprender inglés, rodó El barco del amor con Ida Lupino.
Durante este período, salió brevemente con Ginger Rogers y Patricia Morison. Tras regresar de Los Ángeles después de un período de aburrimiento, en el verano de 1941 conoció a Marlene Dietrich en Nueva York. Se trasladó con ella a California, a una villa que Greta Garbo alquiló para ellos en 1006 de Cove Way, en una villa de Beverly Hills, y luego volvió a alardear con Ginger Rogers, dando lugar a que la prensa se fijara en su vida amorosa. 
Gabin sintió nostalgia, y Marlene Dietrich intentaba aliviarle con su cocina o con distracciones que le recordaban a Francia. El 18 de enero de 1943, el tribunal de Aix dictó sentencia de divorcio con su segunda esposa Jeanne Mauchain, a su plena y reconocida culpa.
Ya muy famoso, pudo intentar una carrera como actor en los Estados Unidos, pero rodó poco a pesar de su contrato con la Fox (había firmado un primer contrato en 1937, pero no lo cumplió). El actor también interesó menos a los estudios de Hollywood durante la guerra: ya no tenían acceso a los cines europeos y, por tanto, al público habitual de Jean Gabin. No obstante, la prensa lo acogió con entusiasmo, y la revista Photoplay publicó un reportaje de cuatro páginas con el título: Escapado de los nazis.'
Jean Gabin también iba a protagonizar una película de catástrofes, The Day that Shook the World, un terremoto visto desde una colonia penal, pero Fox canceló el proyecto. Entonces le ofrecieron Tampico, una película de aventuras con Gene Tierney, pero Jean Gabin la rechazó y la productora se aburrió. Se pensó en un proyecto con Jean Renoir (bajo contrato en la RKO), en el que Jean Gabin interpretaría a un camarero en un país tropical, con Michèle Morgan como compañera (Un ladrón en la noche), pero el actor se apartó del cine y pensó en Francia, ver a varios actores estadounidenses participar en el esfuerzo bélico (Carole Lombard vendiendo bonos de guerra, Charles Laughton declamando a Shakespeare en una gira y donando los beneficios al esfuerzo bélico, Bette Davis y John Garfield dirigiendo el Hollywood Canteen, un club donde las estrellas sirven a los soldados). Más tarde confesó: 

Me ponía enfermo la idea de verme obligado a poner fin a mi vida en Estados Unidos. No podía quedarme allí con las manos en los bolsillos, seguir poniendo caras a una cámara -y encima bien pagada- y esperar tranquilamente a que fusilaran a los demás para poder volver a mi ciudad natal.

Tras entrar en contacto con la Francia combatiente a finales de 1942, se le pidió que protagonizara la película L'Imposteur, que tuvo un éxito desigual de crítica y público. Largometraje de propaganda Gaullista también saludando la entrada benéfica en la guerra estadounidense, esta película rodada en inglés fue producida por el servicio de propaganda norteamericano con sólo dos franceses en los créditos: Julien Duvivier y Jean Gabin. Además, Gabin declaró en una entrevista a Cinévie:

Lo que valen las películas rodadas en Hollywood, no lo sé. Y no importa. El Impostor se está representando en París en estos momentos. No iré a verla. Cuando lo hice, fue útil hacerlo. Hice películas al estilo americano, para americanos. Entonces había que llegar a ellos y me alegro de haberlo conseguido. Si a los franceses no les gusta ahora, puede que tengan razón porque las circunstancias no son las mismas.

#### Alistado en las Fuerzas francesas combatientes (1943-1945)
Por patriotismo, se alistó, en abril de 1943, en las Fuerzas Francesas de Combate del general de Gaulle para liberar a su país. Embarcó como artillero, jefe de un cañón en el petrolero Élorn, y cruzó el Atlántico en un convoy con destino a Casablanca. El convoy fue atacado por submarinos y aviones alemanes en los accesos al Mediterráneo y frente al Cabo Ténès. Voluntario del Primer Regimiento  de Infantería de Marina Blindada, fue a petición suya jefe de tanque, a bordo del M10 Wolverine Souffleur II, a las órdenes del alférez y futuro vicealmirante André Gélinet. Perteneció entonces a la segunda escuadra del regimiento de fusileros-marinos acorazados de la famosa segunda división acorazada de général Leclerc.
En la primavera de 1945 participó en la liberación de la "Bolsa de Royan" y después en la campaña de Alemania, que le llevó al Nido del Águila de Hitler en Berchtesgaden. Al final de la guerra, fue condecorado con la Medalla Militar y la Croix de Guerre.

Colecciones del Museo Jean Gabin de Mériel expuestas en el Museo de la Liberación, 2018.
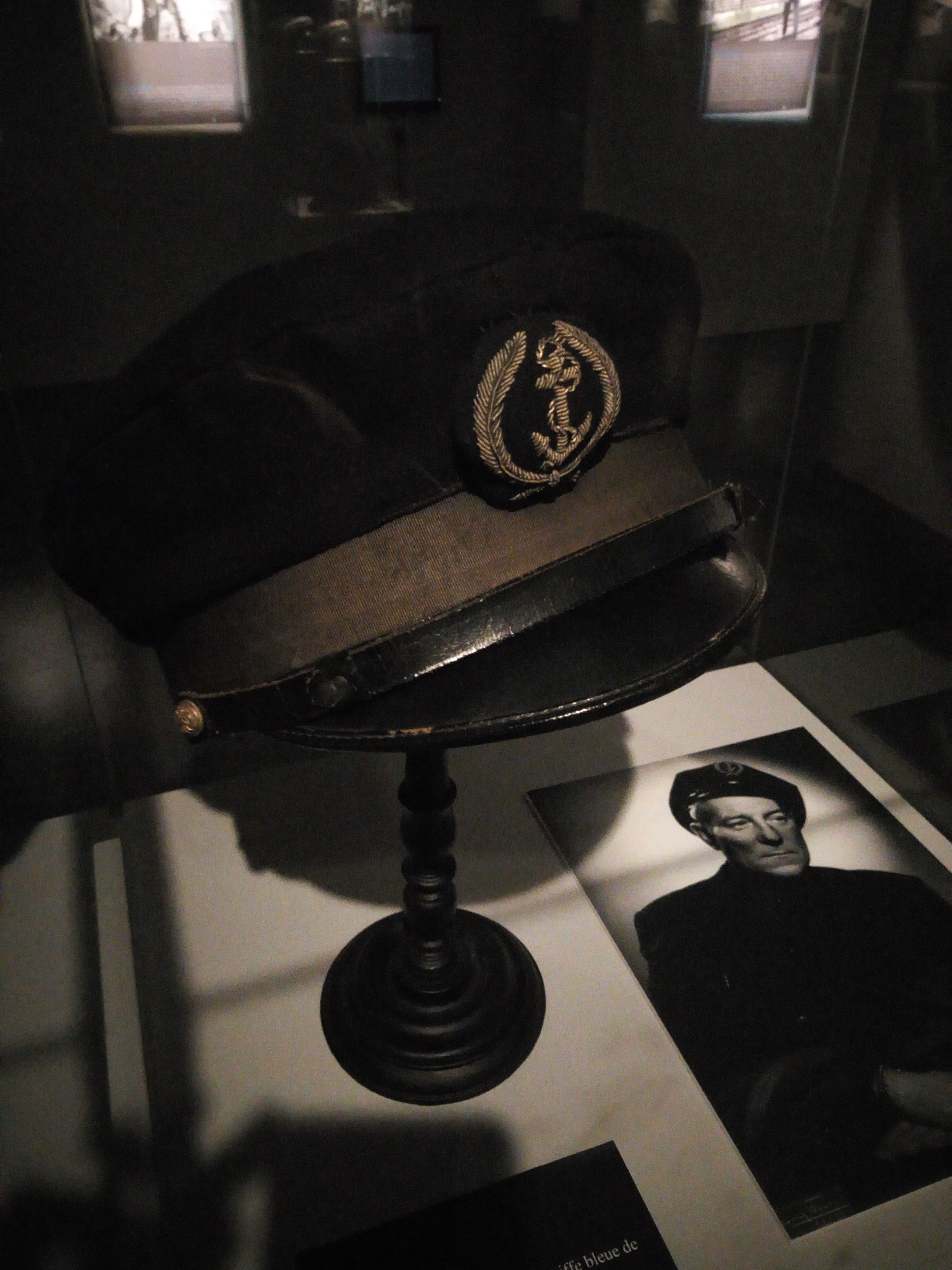
Casquete de segundo contramaestre con gorra azul (invierno), 1944-1945.
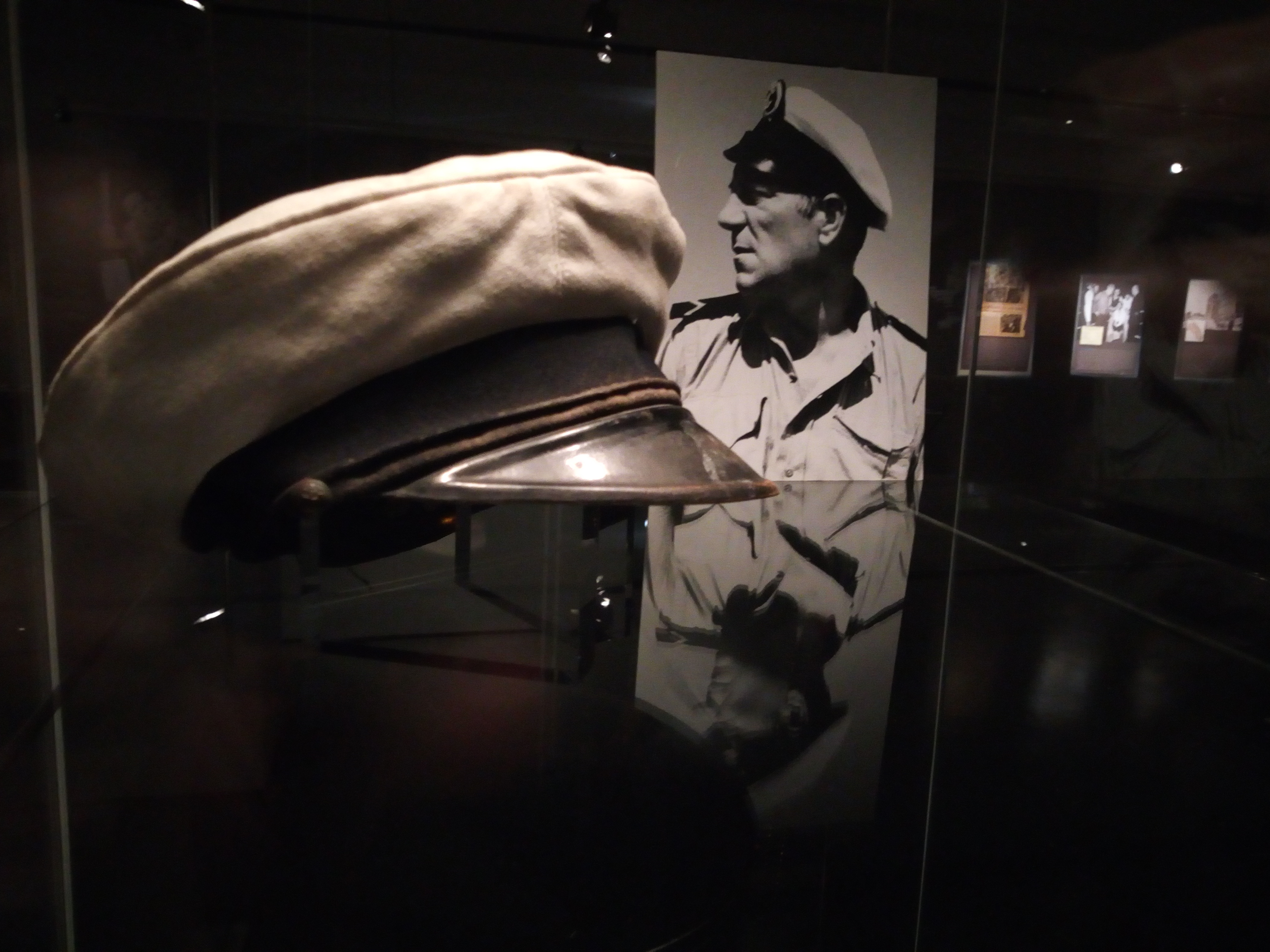
Casquete de segundo contramaestre con gorra blanca (verano), 1944-1945.
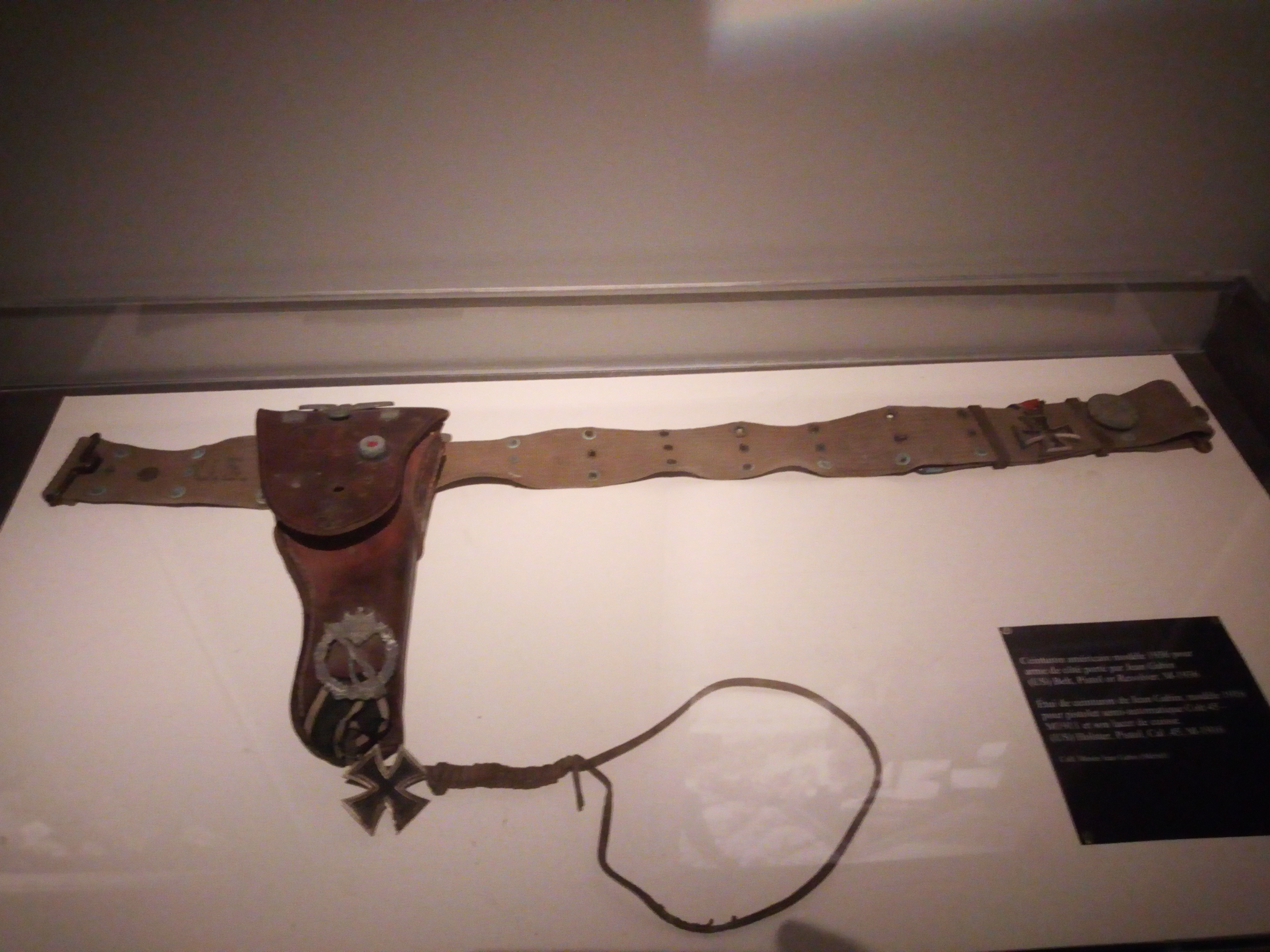
Cinturón y su funda, con condecoraciones nazis recuperadas durante la guerra.
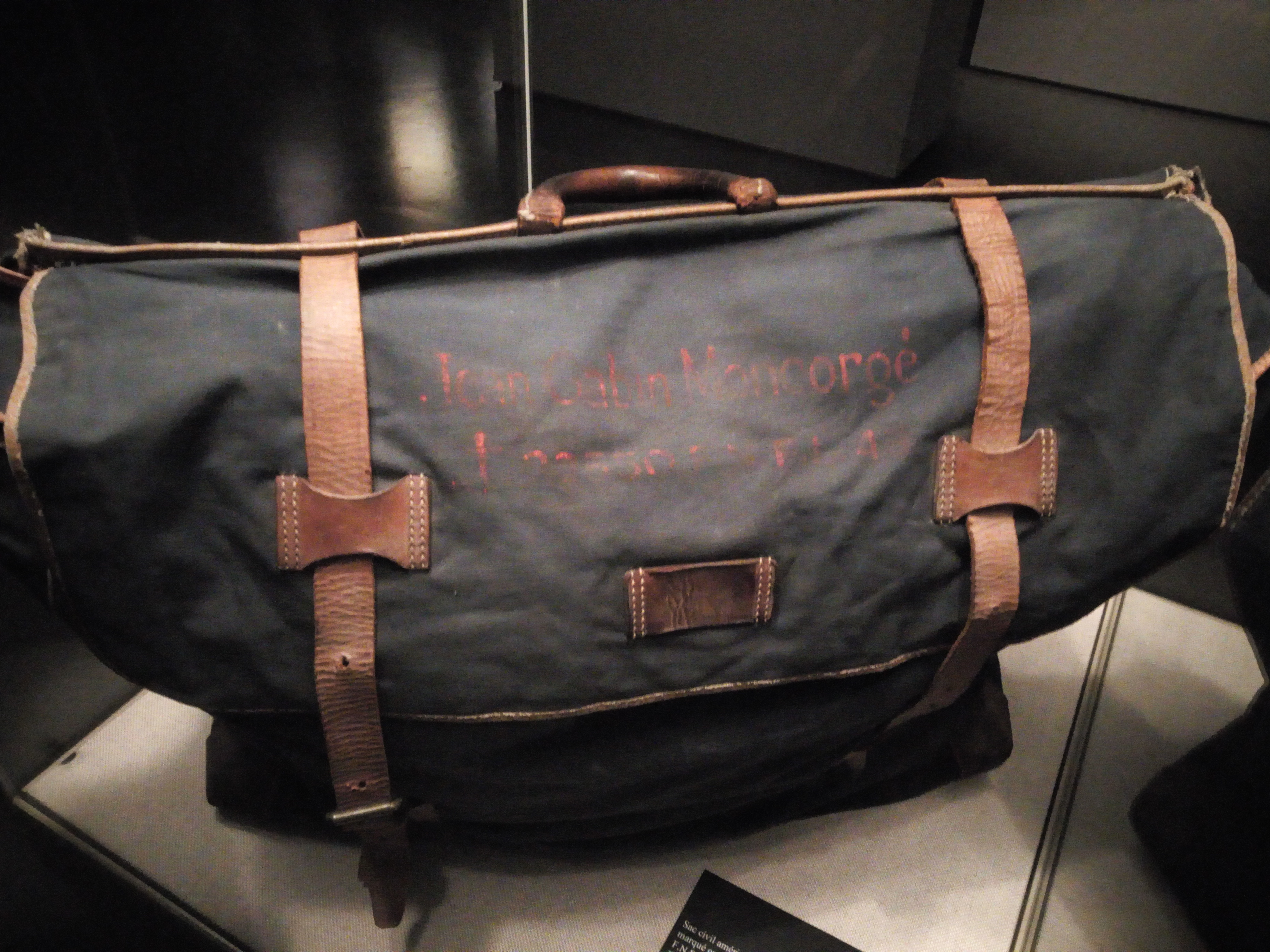
Bolsa de civil estadounidense, con la inscripción "Jean Gabin Moncorgé Número militar:22550, Fuerzas Navales Francesas Libres. F.N.F.L., 1943

En julio de 1945, a la edad de cuarenta y un años, el "comandante de tanques más viejo de la Francia Libre" fue desmovilizado y volvió al mundo del espectáculo con el pelo blanco. A lo largo de su vida permaneció muy vinculado a la Armada francesa y cercano a su antiguo jefe, el vicealmirante Gélinet, y su familia.
Tras conocer a Marlene Dietrich en Alemania, regresó a Francia. Se negó a desfilar por la Avenida de los Campos Elíseos y vio pasar a su antiguo tanque, desde un balcón del Claridge Hotel.

### Luego de la guerra
Las ofertas de Hollywood se multiplicaron, pero Gabin las rechazó hasta el brote de la Segunda Guerra Mundial. Después de la ocupación alemana de Francia, Gabin se llevó a Duvivier y Renoir a Estados Unidos. Se divorció de su segunda esposa en 1939, mientras que en su estadía en Hollywood tuvo un romance con la actriz Marlene Dietrich. Sin embargo, sus películas en EE. UU. no tuvieron demasiado éxito.
Una personalidad difícil, con un ego demasiado alto, perjudicaron su carrera en Hollywood mientras trabajaba para RKO Pictures. Haciendo una película para RKO quiso que Dietrich fuera protagonista junto con él, pero su demanda fue rechazada por el estudio. Finalmente, lo excluyeron del proyecto.
Más tarde dijo: «Me enfermaba la idea de tener que acabar mi vida en EE.UU. No soportaba quedarme con las manos en los bolsillos, seguir haciendo gestos delante de una cámara -siendo bien pagado, además- y esperar tranquilamente que mataran a los demás para que yo volviera a encontrar mi pueblecito».
Jean Gabin estuvo junto al general Charles de Gaulle en las Fuerzas de la Francia Libre; obtuvo la Médaille Militaire y la Croix de Guerre por su valor peleando con los Aliados en el norte de África. Después del Día D, Gabin entró con las tropas aliadas a liberar París.
En 1946, fue empleado por Marcel Carné como actor principal en la película Les Portes de la Nuit, pero su comportamiento egoísta lo dejó fuera nuevamente. Encontró, finalmente, un productor francés que lo quería a él y a Marlene Dietrich juntos en el filme Martin Roumagnac, pero no tuvo éxito y la relación entre ellos pronto se disolvió. En 1947 volvió a la escena, pero la producción fue otro desastre financiero. En 1949, en una producción de René Clément, Au-Delà Des Grilles, tuvo el protagonismo y lograron ganar un Oscar a la mejor película extranjera. A pesar de este reconocimiento, a la película no le fue bien en la taquilla francesa.
La carrera de Jean Gabin parecía dirigirse al olvido. No obstante, consiguió hacer en 1954 una aparición en el filme Touchez pas au grisbi. Dirigida por Jacques Becker, su presentación obtuvo una crítica favorable, y la película fue un éxito internacional. Durante los siguientes veinte años, Gabin hizo más de cincuenta películas.
Falleció de un infarto agudo de miocardio en el suburbio parisino de Neuilly-sur-Seine. Su cuerpo fue incinerado, recibió honores militares y las cenizas fueron esparcidas en el mar por un barco militar.
Considerado una de las grandes estrellas del cine francés, fue miembro de la Legión de Honor. El Musée Jean Gabin ubicado en su pueblo natal, contiene información destacada de su filmografía y su carrera militar.

## Selección de sus películas
- 1930: Ohé! les valises
- 1930: On demande un dompteur or Les lions.
- 1930: Méphisto (por Henri Debain y Georges Vinter).
- 1930: Chacun sa chance
- 1934: Maria Chapdelaine
- 1935: Golgotha (por Julien Duvivier).
- 1935: La bandera
- 1936: Les bas fonds.
- 1937: Pépé le Moko
- 1937: La gran ilusión (La grande illusion)
- 1937: Le Messager
- 1937: Gueule d'amour
- 1938: El muelle de las brumas (Le quai des brumes).
- 1938: La bestia humana (por Jean Renoir).
- 1939: Le jour se lève (por Marcel Carné).
- 1942: Moontide
- 1946: Martin Roumagnac (por Georges Lacombe).
- 1949: Au-delà des grilles (Italiano: Le mura di Malapaga) (por René Clément).
- 1952: Le Plaisir (por Max Ophüls).
- 1954: Touchez pas au grisbi (Don't Touch the Loot) (por Jacques Becker).
- 1954: Razzia sur la chnouf (Razzia in Paris) (por Henri Decoin).
- 1954: El aire de París (L'air du Paris), de Marcel Carné.
- 1956: La Traversée de Paris (de Claude Autant-Lara): Grandgil
- 1955: Gas-Oil (por Gilles Grangier)
- 1955: French Cancan (por Jean Renoir).
- 1955: Napoleón (por Sacha Guitry))
- 1958: Les Misérables.
- 1959: Archimède, le clochard (The Magnificent Tramp) (por Gilles Grangier).
- 1960: Le Président (por Henri Verneuil).
- 1961: Le cave se rebiffe (The Counterfeiters of Paris) (por Gilles Grangier).
- 1962: Un singe en hiver (por Henri Verneuil) con Jean-Paul Belmondo.
- 1962: Le Gentleman d'Epsom (por Gilles Grangier).
- 1963: Mélodie en sous-sol (por Henri Verneuil).
- 1963: Maigret voit rouge (por Gilles Grangier).
- 1964: Monsieur (por Jean-Paul Le Chanois).
- 1964: L'Âge ingrat (por Gilles Grangier).
- 1965: Le Tonnerre de Dieu (por Denys de La Patellière).
- 1965: Du rififi à Paname (por Denys de La Patellière).
- 1966: Le Jardinier d'Argenteuil (by Jean-Paul Le Chanois).
- 1967: Le Soleil des voyous (por Jean Delannoy) con Robert Stack.
- 1968: Le Pacha (por Georges Lautner).
- 1968: Le Tatoué (por Denys de La Patellière).
- 1969: Sous le signe du taureau (por Gilles Grangier).
- 1969: Le Clan des Siciliens (por Henri Verneuil) con Alain Delon.
- 1970: La Horse (por Pierre Granier-Deferre) - Auguste Maroilleur
- 1971: El gato (Le Chat) - Julien Bouin
- 1971: Le Drapeau noir flotte sur la marmite - Victor Ploubaz
- 1972: Le Tueur - Commissaire Le Guen
- 1973: L'Affaire Dominici - Gaston Dominici
- 1973: Deux hommes dans la ville - Germain Cazeneuve
- 1974: Verdict - Leguen
- 1976: Échos de plateau
- 1976: L'Année sainte - Max Lambert

## Premios y reconocimientos
Festival Internacional de Cine de Venecia
| Año  | Categoría                 | Película                | Resultado |
| ---- | ------------------------- | ----------------------- | --------- |
| 1951 | Copa Volpi al mejor actor | La nuit est mon royaume | Ganador   |
| 1954 | Copa Volpi al mejor actor | El aire de París        | Ganador   |

Festival Internacional de Cine de Berlín
| Año  | Categoría                   | Película                 | Resultado |
| ---- | --------------------------- | ------------------------ | --------- |
| 1959 | Oso de Plata al mejor actor | Arquímedes, el vagabundo | Ganador   |
| 1971 | Oso de Plata al mejor actor | El gato                  | Ganador   |